# Valerius Anshelm
Valerius Rüd Anshelm (Rottweil, 1475 – Berna, 1547) è stato uno scrittore svizzero.
Cacciato nel 1524 da Berna perché seguace di Ulrico Zwingli, vi ritornò nel 1529, quando fu incaricato dal Consiglio di scrivere la storia cittadina. L'opera di Anshelm ricoprì un periodo che va dal 1032 al 1536, risultando la più interessante cronaca storiografica del tempo.